# Angelo Pagotto
Angelo Pagotto (Verbania, 21 novembre 1973) è un allenatore di calcio ed ex calciatore italiano, di ruolo portiere, preparatore dei portieri delle squadre giovanili del Prato.

## Carriera

### Giocatore

#### Club
Iniziò la carriera nella squadra della sua città; nel 1992 venne notato da alcuni osservatori del Napoli, che lo ingaggiarono per la squadra Primavera. Aggregato alla prima squadra come terzo nel ruolo per la stagione 1993-1994, venne poi dato in prestito alla Pistoiese dove disputò da titolare il campionato di Serie C1 1994-1995, contribuendo alla promozione dei toscani nella serie cadetta.
Dopo aver rifiutato un'offerta della Juventus, raggiunse l'apice della sua carriera nella stagione 1995-1996 quando, pur ancora molto giovane, ottenne le chiavi della porta della Sampdoria e della nazionale Under-21; ciò gli permise la stagione successiva di vestire la maglia del Milan. Arrivato al club rossonero da grande promessa, cominciò come titolare, ma fu poi relegato in panchina a vantaggio del veterano Sebastiano Rossi e non riuscì ad affermarsi, anche a causa dell'annata della squadra, rimasta la più negativa dell'era Berlusconi.
L'anno seguente i milanesi lo cedettero in prestito all'Empoli, sempre in Serie A, ma già nell'ottobre del 1997 venne acquistato a titolo definitivo dal Perugia, in Serie B, dove fu titolare. Dopo la promozione degli umbri nella massima categoria, perse il posto nell'undici titolare a vantaggio prima di Roccati e poi di Mazzantini; in particolare, dopo la prima giornata di campionato, in cui il Perugia venne sconfitto 3-4 dalla Juventus anche a causa di alcuni suoi errori, fu accusato dal presidente biancorosso Luciano Gaucci di aver «venduto» la partita ai torinesi.
Nel mercato di gennaio venne quindi nuovamente prestato, stavolta alla Reggiana, dove non riuscì a evitare la retrocessione in Serie C1. Terminato il prestito, nell'estate del 1999 rientrò in Umbria col ruolo di dodicesimo di Mazzantini. Nel gennaio 2000 risultò positivo alla cocaina in un controllo antidoping effettuato dopo Fiorentina-Perugia del novembre 1999. Squalificato per due anni e licenziato dal club biancorosso per giusta causa, Pagotto scontò quasi interamente la condanna, pur professatosi sempre innocente: in tal senso, nel 2005, la richiesta di archiviazione del procedimento penale per sospetto scambio di provette farà emergere seri dubbi sulla regolarità del controllo.
Nel frattempo, Pagotto aveva ripreso la carriera agonistica: dopo due anni alla Triestina – terminati con la rescissione del contratto, dopo che il presidente alabardato Amilcare Berti lo aveva accusato di aver venduto delle partite – e un altro biennio all'Arezzo, nel 2005 venne ingaggiato dal Torino dove però non giocò mai.
Successivamente militò nel Grosseto e nel Crotone. Il 28 aprile 2007, in occasione della partita Crotone-Spezia di Serie B, risultò nuovamente positivo alla cocaina. Il 30 luglio dello stesso anno, dopo l'audizione davanti alla Procura Antidoping del CONI, ammise le proprie colpe, sicché il successivo 14 settembre la Corte di Giustizia della FIGC lo condannò a otto anni di squalifica, ridimensionando la richiesta di sospensione a vita avanzata dalla Procura. Con questo provvedimento la carriera di calciatore professionista di Pagotto risultò definitivamente compromessa.
Nel 2011, ancora sotto squalifica, fu sorpreso ad allenare di nascosto i portieri della Sanremese e subì pertanto una sanzione aggiuntiva di ulteriori sei mesi. Negli anni successivi uscì dal mondo dal calcio: emigrò in Germania e lavorò come cuoco e pizzaiolo; nel 2018, grazie all'aiuto della sorella, trovò lavoro come magazziniere in un'azienda tessile di Prato.
In carriera ha totalizzato complessivamente 53 presenze in Serie A e 114 in Serie B.

#### Nazionale
Tra il 1990 e il 1992 militò nella nazionale Under-18, totalizzando 3 presenze. Nel biennio 1994-1996 fu il portiere titolare della nazionale Under-21 allenata da Cesare Maldini, con cui vinse l'europeo di categoria nel 1996, il terzo consecutivo per gli azzurrini, battendo nella finale di Barcellona i padroni di casa della Spagna: nell'epilogo ai tiri di rigore, proprio Pagotto risultò decisivo parando i tentativi di Raúl e Iván de la Peña.
Sebbene avesse contribuito in maniera primaria alla conquista del titolo continentale, Pagotto non prese parte al torneo olimpico di Atlanta 1996, svoltisi due mesi dopo: pur rinnovandogli la propria stima, Maldini gli preferì il fuoriquota Gianluca Pagliuca e il diciottenne Gianluigi Buffon – riserva di Pagotto all'europeo –, ritenendo opportuno che quest'ultimo accumulasse esperienza alle spalle di un portiere più navigato.

### Allenatore
Pagotto, terminata la squalifica, il 26 marzo 2019 viene assunto dalla Lucchese come allenatore dei portieri: essendo una società sull'orlo del fallimento, svolge l'incarico senza ricevere remunerazione. Con lo stesso ruolo, il 1º agosto 2019 passa all'Avellino.. Con i biancoverdi interrompe il rapporto al termine della stagione 2022-2023 per fare spazio a David Dei ma, all'esonero del tecnico Massimo Rastelli e con il subentrante Michele Pazienza, il 13 settembre ritorna alla guida dei portieri dei Lupi. Non viene riconfermato a fine stagione, sicché dall'agosto 2024 passa ad allenare i portieri delle squadre giovanili del Prato.

## Statistiche

### Presenze e reti nei club
| Stagione         | Squadra          | Campionato       | Campionato | Campionato | Coppe nazionali | Coppe nazionali | Coppe nazionali | Totale | Totale |
| Stagione         | Squadra          | Comp             | Pres       | Reti       | Comp            | Pres            | Reti            | Pres   | Reti   |
| ---------------- | ---------------- | ---------------- | ---------- | ---------- | --------------- | --------------- | --------------- | ------ | ------ |
| 1993-1994        | Napoli           | A                | 0          | 0          | CI              | 0               | 0               | 0      | 0      |
| 1994-1995        | Pistoiese        | C1               | 34         | -21        | CI              | 0               | 0               | 34     | -21    |
| 1995-1996        | Sampdoria        | A                | 24         | -33        | CI              | 2               | -2              | 26     | -35    |
| 1996-1997        | Milan            | A                | 9          | -10        | CI              | 2               | -1              | 11     | -11    |
| lug.-ott. 1997   | Empoli           | A                | 4          | -7         | CI              | 2               | -3              | 6      | -10    |
| ott. 1997-1998   | Perugia          | B                | 30         | -28        | -               | -               | -               | 30     | -28    |
| 1998-gen. 1999   | Perugia          | A                | 6          | -14        | CI              | 2               | -2              | 8      | -16    |
| gen.-giu. 1999   | Reggiana         | B                | 12         | -14        | -               | -               | -               | 12     | -14    |
| 1999-2000        | Perugia          | A                | 2          | -1         | CI              | 0               | 0               | 2      | -1     |
| Totale Perugia   | Totale Perugia   | Totale Perugia   | 38         | -43        |                 | 2               | -2              | 40     | -45    |
| 2001-2002        | Triestina        | C1               | 26         | -23        | CI              | 0               | 0               | 26     | -23    |
| 2002-2003        | Triestina        | B                | 26         | -29        | CI              | 6               | -2              | 32     | -31    |
| Totale Triestina | Totale Triestina | Totale Triestina | 52         | -52        |                 | 6               | -2              | 58     | -54    |
| 2003-2004        | Arezzo           | C1               | 30         | -19        | -               | -               | -               | 30     | -19    |
| 2004-2005        | Arezzo           | B                | 41         | -50        | CI              | 3               | -6              | 44     | -56    |
| Totale Arezzo    | Totale Arezzo    | Totale Arezzo    | 71         | -69        |                 | 3               | -6              | 74     | -75    |
| 2005-2006        | Torino           | B                | 0          | 0          | CI              | 0               | 0               | 0      | 0      |
| 2006-gen. 2007   | Grosseto         | C1               | 8          | -9         | CI              | 0               | 0               | 8      | -9     |
| gen.-giu. 2007   | Crotone          | B                | 5          | -11        | -               | -               | -               | 5      | -11    |
| Totale carriera  | Totale carriera  | Totale carriera  | 257        | -269       |                 | 19              | -16             | 276    | -285   |

### Cronologia presenze e reti in nazionale
| Cronologia completa delle presenze e delle reti in nazionale ― Italia under 21 | Cronologia completa delle presenze e delle reti in nazionale ― Italia under 21 | Cronologia completa delle presenze e delle reti in nazionale ― Italia under 21 | Cronologia completa delle presenze e delle reti in nazionale ― Italia under 21 | Cronologia completa delle presenze e delle reti in nazionale ― Italia under 21 | Cronologia completa delle presenze e delle reti in nazionale ― Italia under 21 | Cronologia completa delle presenze e delle reti in nazionale ― Italia under 21 | Cronologia completa delle presenze e delle reti in nazionale ― Italia under 21 |
| Data                                                                           | Città                                                                          | In casa                                                                        | Risultato                                                                      | Ospiti                                                                         | Competizione                                                                   | Reti                                                                           | Note                                                                           |
| ------------------------------------------------------------------------------ | ------------------------------------------------------------------------------ | ------------------------------------------------------------------------------ | ------------------------------------------------------------------------------ | ------------------------------------------------------------------------------ | ------------------------------------------------------------------------------ | ------------------------------------------------------------------------------ | ------------------------------------------------------------------------------ |
| 20-12-1994                                                                     | Teramo                                                                         | Italia under 21                                                                | 2 – 0                                                                          | Turchia under 21                                                               | Amichevole                                                                     | -                                                                              | 54’                                                                            |
| 7-9-1995                                                                       | Vicenza                                                                        | Italia under 21                                                                | 1 – 0                                                                          | Slovenia under 21                                                              | Qual. Europeo Under-21 1996                                                    | -                                                                              |                                                                                |
| 5-10-1995                                                                      | Varaždin                                                                       | Croazia under 21                                                               | 2 – 2                                                                          | Italia under 21                                                                | Qual. Europeo Under-21 1996                                                    | -2                                                                             |                                                                                |
| 10-11-1995                                                                     | Matera                                                                         | Italia under 21                                                                | 2 – 1                                                                          | Ucraina under 21                                                               | Qual. Europeo Under-21 1996                                                    | -1                                                                             |                                                                                |
| 15-11-1995                                                                     | Pistoia                                                                        | Italia under 21                                                                | 0 – 0                                                                          | Lituania under 21                                                              | Qual. Europeo Under-21 1996                                                    | -                                                                              |                                                                                |
| 12-2-1996                                                                      | Perugia                                                                        | Italia under 21                                                                | 4 – 0                                                                          | Ungheria under 21                                                              | Qual. Europeo Under-21 1996                                                    | -                                                                              |                                                                                |
| 13-3-1996                                                                      | Lisbona                                                                        | Portogallo under 21                                                            | 1 – 0                                                                          | Italia under 21                                                                | Europeo Under-21 1996 - Quarti di finale - andata                              | -1                                                                             |                                                                                |
| 27-3-1996                                                                      | Palermo                                                                        | Italia under 21                                                                | 2 – 0                                                                          | Portogallo under 21                                                            | Europeo Under-21 1996 - Quarti di finale - ritorno                             | -                                                                              |                                                                                |
| 28-5-1996                                                                      | Barcellona                                                                     | Italia under 21                                                                | 1 – 0                                                                          | Francia under 21                                                               | Europeo Under-21 1996 - Semifinale                                             | -                                                                              |                                                                                |
| 21-5-1996                                                                      | Lisbona                                                                        | Italia under 21                                                                | 1 – 1 dts (4-2 dtr)                                                            | Spagna under 21                                                                | Europeo Under-21 1996 - Finale                                                 | -1                                                                             |                                                                                |
| Totale                                                                         |                                                                                | Presenze                                                                       | 10                                                                             |                                                                                | Reti                                                                           | -5                                                                             |                                                                                |

## Palmarès

### Club
- Campionato italiano Serie C1: 1

Arezzo: 2003-2004 (girone A)
- Supercoppa di Lega di Serie C: 1

Arezzo: 2004

### Nazionale
- Campionato d'Europa Under-21: 1

Spagna 1996